# Moment of Truth
Pour l'album de Milli Vanilli, voir The Moment of Truth.
Albums de Gang Starr
Hard to Earn
(1994) Full Clip: A Decade of Gang Starr
(1999)
Singles
1. You Know My Steez
Sortie : 1997
2. The Militia
Sortie : 1998

Moment of Truth est le cinquième album studio de Gang Starr, sorti le 31 mars 1998.
Plébiscité par la critique, cet album marque la maturité du groupe car, en 1998, Gang Starr était déjà considéré comme un groupe légendaire du hip-hop new yorkais. À la fois plus politisé et plus nostalgique que les autres albums, cet opus comporte les collaborations de K-Ci & JoJo, Inspectah Deck du Wu-Tang Clan, M.O.P. et Scarface pour ne citer qu'eux.
Il s'est classé 1er au Top R&B/Hip-Hop Albums et 6e au Billboard 200 et a été certifié disque d'or par la Recording Industry Association of America (RIAA) le 7 mai 1998.
Le magazine Spin a classé Moment of Truth à la seizième place des albums de 1998.

## Liste des titres
| No  | Titre                                             | Contient un (des) sample(s) de | Durée |
| --- | ------------------------------------------------- | --- | ----- |
| 1.  | You Know My Steez                                 | Shadowboxin' de GZA featuring Method Man Usual Suspect de Big Noyd Real Hip Hop de Das EFX B Side Wins Again de Public Enemy Flash It to the Beat de Grandmaster Flash and The Furious Five Drowning in the Sea of Love de Joe Simon Fed Up (Remix) d'House of Pain featuring Guru | 4:07  |
| 2.  | Robbin Hood Theory                                | Capricorn du Cannonball Adderley Quintet The Day After the Dawn d'Albert Dailey | 3:44  |
| 3.  | Work                                              | Devil in the Dark des Manhattans Prove Your Love de Fleetwood Mac Closer to God de Krumb Snatcha | 2:57  |
| 4.  | Royalty (featuring K-Ci & JoJo)                   | Let's Do It in Slow Motion de Latimore DWYCK de Gang Starr featuring Nice & Smooth | 5:11  |
| 5.  | Above the Clouds (featuring Inspectah Deck)       | Electric Relaxation de A Tribe Called Quest Two Piece Flower de John Dankworth Extrait du discours sur l'espace de John F. Kennedy Superman - The Man From Krypton - Part II des Peter Pan Records                                                                                 | 3:41  |
| 6.  | JFK 2 LAX                                         | It's Time to Break Down des Supremes | 3:34  |
| 7.  | Itz a Set-Up (featuring Hannibal Stax)            | Coldblooded de James Brown Beyond Yesterday de Les McCann | 3:49  |
| 8.  | Moment of Truth                                   | Let's Fall in Love All Over de Billy Paul Who's Gonna Take the Weight? de Gang Starr | 4:07  |
| 9.  | B.I. vs. Friendship (featuring M.O.P.)            | Come Live With Me d'Isaac Hayes Who's Gonna Take the Weight? de Gang Starr | 4:37  |
| 10. | The Militia (featuring Big Shug et Freddie Foxxx) | Dark Shadows Theme du Robert Cobert Orchestra Windmills of Your Mind de Barbara Lewis War of the Worlds d'Orson Welles If Headz Only Knew d'Heather B | 4:48  |
| 11. | The Rep Grows Bigga                               | DWYCK de Gang Starr featuring Nice & Smooth C.R.E.A.M. de Wu-Tang Clan Fakin' Jax d'INI featuring Pete Rock Come Dancing de Jeff Beck Just to Get a Rep de Gang Starr Off the Books des Beatnuts featuring Big Pun & Cuban Link Listen to the Man de Kev E Kev & AK B              | 4:55  |
| 12. | What I'm Here 4                                   | R.S.V.P. de Nat Adderley | 2:45  |
| 13. | She Knowz What She Wantz                          | Itzsoweezee (HOT) de De La Soul Sunnin' and Funnin' de MFSB | 3:00  |
| 14. | New York Strait Talk                              | Bastards des Ruthless Bastards Come Dancing de Jeff Beck The Natural de Mic Geronimo It's My Thing d'EPMD | 4:14  |
| 15. | My Advice 2 You                                   | I Love You More Than You'll Ever Know de Cold Blood Metal Thangz de Street Smartz featuring O.C. et Pharoahe Monch | 2:31  |
| 16. | Make 'Em Pay (featuring Krumb Snatcha)            | Livin' Proof de Group Home You're Something Special de Five Special | 4:21  |
| 17. | The Mall (featuring G.Dep et Shiggy Sha)          | Ain't No Stopping Us Now (Special Disco Version) de McFadden & Whitehead The Rainmaker de The 5th Dimension | 3:40  |
| 18. | Betrayal (featuring Scarface)                     | Deliver the Word de War | 5:29  |
| 19. | Next Time                                         | I Shot Ya (Remix) de LL Cool J et Prodigy featuring Keith Murray, Fat Joe et Foxy Brown A Good Man Is Gone de Monk Higgins | 3:06  |
| 20. | In Memory of…                                     | Here's That Rainy Day de Paul Horn You're Nobody (Til Somebody Kills You) de The Notorious B.I.G. | 3:50  |